# Alexandru Cantacuzino
Alexandru Cantacuzino (n. 1811 – d. 8 martie 1884, Atena, Regatul Greciei) a fost un politician și ministru de externe și de finanțe român.

## Biografie
În 1846, Alexandru Cantacuzino a subscris pentru „Societatea studenților români” de la Paris. A publicat în România literară o nuvelă, cu titlul „Serile de toamnă la țară”, iar în „Steaoa Dunării” un articol în favoarea unirii. În 1859 a fost numit prefect de Galați. A fost prieten și colaborator al lui Alexandru Ioan Cuza al cărui ministru a fost în mai multe rânduri.
Alexandru Cantacuzino, împreună cu Gheorghe I. Lahovary (1838-1909), inginer, scriitor și geograf, a întemeiat în 1875 Societatea Geografică Română.